# Ribeira das Sete
A Ribeira das Sete é um curso de água português, localizado na freguesia açoriana de Santa Bárbara, concelho de Angra do Heroísmo, ilha Terceira, arquipélago dos Açores.
Este curso de água que se inicia a uma cota de altitude de 800 metros encontra-se geograficamente localizado na parte Oeste da ilha Terceira e tem a sua origem nos contrafortes da Serra de Santa Bárbara, a maior formação geológica da ilha Terceira que se eleva a 1021 metros acima do nível do mar e faz parte de bacia hidrográfica gerada pela própria montanha e alberga um reservatório de águas de apreciáveis dimensões.